# Stenellipsis assimilis
Stenellipsis assimilis là một loài bọ cánh cứng trong họ Cerambycidae.